# Feliks Potocki (zm. 1766)
Feliks Potocki herbu Pilawa (ur. ok. 1690, zm. 1766) – kasztelan słoński, kasztelan nakielski.

## Rodzina
Urodził się w rodzinie Michała Potockiego (1660-1749), wojewody wołyńskiego i pisarza polnego koronnego oraz Zofii Anieli Czarnieckej (1657-1723), córki hetmana polnego koronnego, wojewody ruskiego i kijowskiego Stefana Czanieckiego. Rodzony brat Franciszka Ksawerego (zm. 1731), starosty sokalskiego. Przyrodni brat: Antoniego (zm. 1782), pułkownika wojsk koronnych; Krystyny, późniejszej żony Franciszka Firlej Konarskiego herbu Lewart (zm. 1744), kasztelana bieckiego; Piotra (zm. po 1800), kasztelana lubelskiego; Marianny ur. 1734, Teresy (1740-1823), późniejszej żony Józefa Jerzego Hylzena, kasztelana inflanckiego, wojewody mińskiego i mścisławskiego, 2 voto. Szymona Kossakowskiego, hetmana wielkiego litewskiego, oraz Anny, która poślubiła Adama Józefa Mniszka herbu Poraj, chorążego nadwornego koronnego.
W 1747 poślubił Mariannę Daniłowicz (1710, po 1775), starościanę parczewską. Z małżeństwa urodzili się:
- Michał (ur. 1756 w Krasnymstawie)
- Humbelina Rozalia (zm. 1784), późniejsza żona Maurycego Józefa Kurdwanowskiego, starosty baranowskiego
- Elżbieta (zm. po 1776), poślubiła Michała Rudzińskiego, wojewodę mazowieckiego, następnie Kazimierza Krasińskiego (1725-1802), szambelana królewskiego
- Eustochia, która także była żoną Kazimierza Krasińskiego, szambelana królewskiego
- Katarzyna, wybranka Józefa Miączyńskiego, starosty śmidyńskiego[1], rotmistrza husarskiego polskiej kawalerii narodowej[potrzebny przypis]; 12 maja 1782 wraz z kanonikiem Kazimierzem Mazurkiewiczem była świadkiem podczas chrztu Katarzyny Sienieńskiej Aloizy Heleny, córki malarza lwowskiego Stanisława Stroińskiego[2].

## Pełnione urzędy
Urząd kasztelana nakielskiego pełnił od 1752, następnie mianowany kasztelanem słońskim 1758. Był też starostą krasnostawskim.